# Tau1 Hydrae
Tau1 Hydrae (τ1 Hydrae, förkortat Tau1 Hya, τ1 Hya) är en trippelstjärna belägen i den norra delen av stjärnbilden Vattenormen. Den har en kombinerad skenbar magnitud på 4,59 och är synlig för blotta ögat där ljusföroreningar ej förekommer. Baserat på parallaxmätning inom Hipparcosuppdraget på ca 57,7 mas, beräknas den befinna sig på ett avstånd på ca 57 ljusår (ca 17 parsek) från solen.

## Egenskaper
Primärstjärnan Tau1 Hydrae A är en gul till vit stjärna i huvudserien av spektralklass F6 V. Den har en beräknad massa som är omkring 30 procent större än solens massa, en radie som är ca 1,4 gånger större än solens och utsänder från dess fotosfär ca 3,4 gånger mera energi än solen vid en effektiv temperatur av ca 6 500 K. 
Det inre paret av stjärnor bildar en enkelsidig spektroskopisk dubbelstjärna med en omloppsperiod på ca 2,807 dygn och en excentricitet på 0,33. Den synliga stjärnan i paret, Tau1 Hydrae A, har en skenbar magnitud på 4,60. Under 1990-talet ansågs den vara en Gamma Doradus-variabel men detta avskrevs senare eftersom den inte visar någon kortvarig fotometrisk variabilitet. Stjärnan visar viss långsiktig variabilitet, möjligen som ett resultat av en magnetisk aktivitetscykel som liknar solcykeln.
Den tredje delen, Tau1 Hydrae B, är en stjärna av spektralklass K0 med skenbar magnitud 7,15. Den är belägen med en separation av 1 120 AE från primärstjärnan. År 2012 hade den en vinkelseparation på 67,5 bågsekunder vid en positionsvinkel på 4°.